# What Are You Waiting For? (Kane)
What Are You Waiting For? is een nummer van de Nederlandse rockband Kane uit 2023.

## Achtergrondinformatie
Met dit nummer maakt Kane een comeback, nadat de band in 2014 werd opgeheven. Ook is het de eerste single van de band sinds het nummer First Crash Overthrow uit 2013. Nadat de leden van Kane in 2021 hun medewerking verleenden aan de Videoland-documentaire Kane: A Story Recorded, voelden Dinand Woesthoff en Dennis van Leeuwen wel weer iets voor nieuwe muziek. "De track voelt als een fris debuut, een tweede leven", vertelde Van Leeuwen bij Rob Janssen en Wijnand Speelman op NPO 3FM. "Het is net alsof je de pauzeknop op play drukt en deze track rolt er uit. De vibe was helemaal terug", aldus Van Leeuwen. Volgens Woesthoff van Van Leeuwen onderstreept "What Are You Waiting For? de muzikale vriendschap" tussen Woesthoff en Van Leeuwen met een "nieuw en herkenbaar Kane-geluid".
De comeback bleek succesvol; "What Are You Waiting For?" leverde Kane meteen een hit op en de aandacht voor de single was groot. Het nummer werd TopSong op NPO Radio 2, Megahit op NPO 3FM, en Alarmschijf op Qmusic. In de Nederlandse Top 40 bereikte de plaat de 33e positie.

## Tracklijst
- Muziekdownload

1. "What Are You Waiting For?" - 3:59